# Suivez-moi-jeune-homme
Pour les articles homonymes, voir Suivez-moi jeune homme (film).

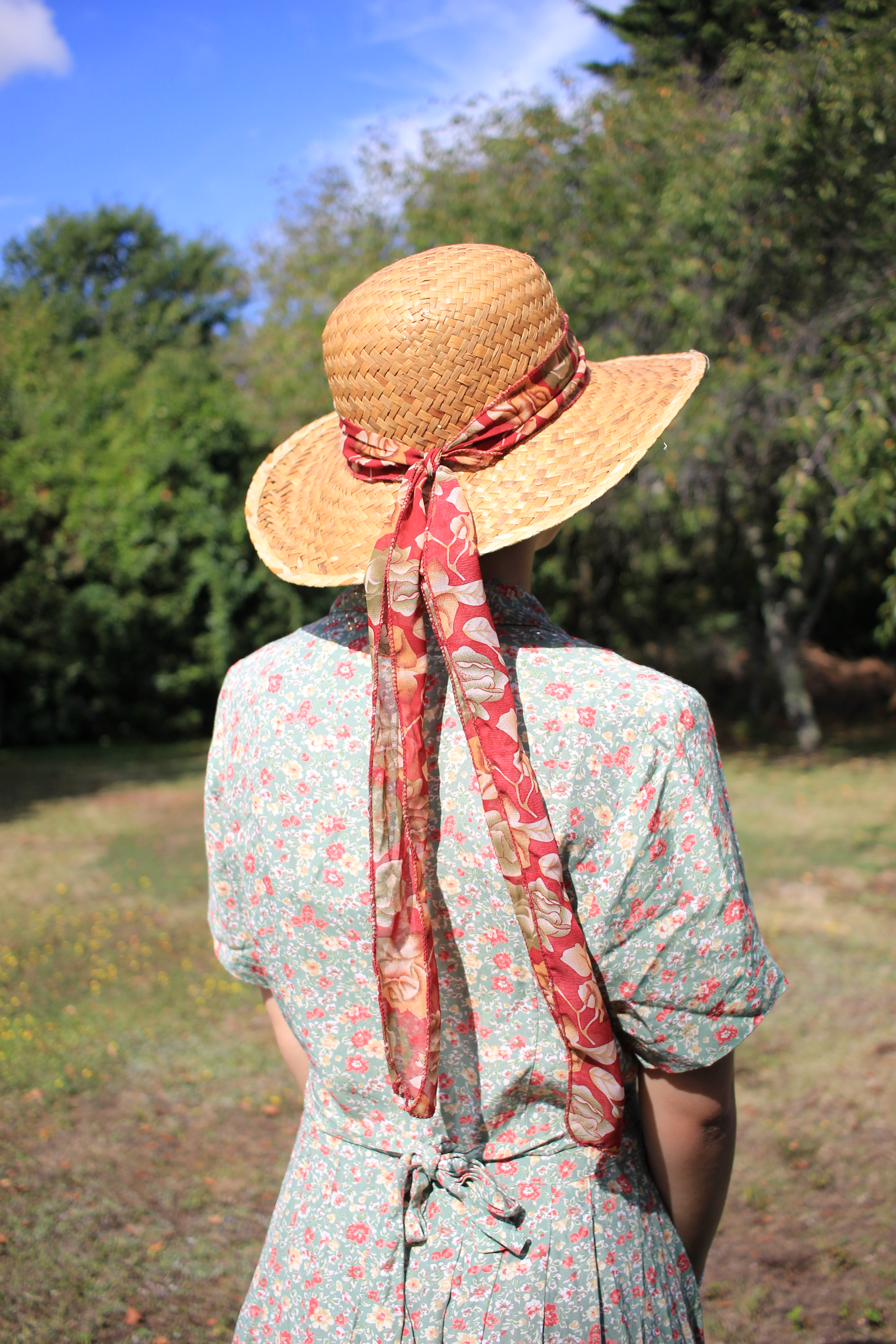
Un suivez-moi-jeune-homme (ruban).

Un suivez-moi-jeune-homme est, dans le vêtement féminin du XIXe siècle, deux pans de dentelles qu'on laisse flotter derrière la robe. On appelle aussi ainsi un ruban entourant un chapeau féminin, dont les deux extrémités nouées derrière flottent sur la nuque de la femme.

## Définition
Selon le CNRTL, le terme de « Suivez-moi-jeune-homme », qui reste invariable, évoque le « nœud de rubans, à pans, attaché à un chapeau de femme ». Ce terme fut particulièrement utilisé par les modistes et leurs clientes au cours du XIXe siècle.

## Évocations
Ce mot composé figure dans le livre de Bernard Pivot évoquant les « 100 mots à sauver » de la langue française (paru chez Albin Michel en 2004) et dans lequel il cite le journaliste et écrivain français Pierre Combescot, celui-ci utilisant ce terme dans son livre Les diamants de la guillotine.
Suivez-moi-jeune-homme est également le titre d'un roman de Yaël Hassan paru en 2007 aux éditions Casterman. Ce roman est un clin d'œil aux « 100 mots à sauver » de Bernard Pivot, dans lequel l'auteure met en contexte ces cent mots de la langue française en perdition en racontant les histoires de Thomas, jeune adolescent en fauteuil roulant, qui fait la rencontre de M. Pavot, un résistant de la langue française.
Le terme est également évoqué dans une pièce chantée dite fantaisie égyptienne en un acte et deux tableaux et dénommée Tout Paris à Suez écrite en 1869 par l'auteur dramatique français Marc Leprévost.